# Rekha Sharma
Rekha Shanti Sharma (1970) é uma atriz canadense mais conhecida por seu papel de Tory Foster em Battlestar Galactica.
Seus antepassados são do estado de Uttar Pradesh na Índia que o deixaram durante o período britânico. Sua família reassentada nas Ilhas Fiji e seus pais se mudaram para o Canadá. Ela tem um irmão mais velho chamado Sunil que é nove anos mais velho que ela. Seu pai é um sacerdote hindu.
Sharma começou a carreira de atriz com 20 anos de idade. Tendo muita experiência de palco, e também apareceu em diversas séries de televisão como Da Vinci's City Hall, House MD, The Lone Gunmen, Smallville, Supernatural, John Doe, Dark Angel, The Twilight Zone, Sanctuary, Hellcats e The Listener.
Ela também apareceu nos filmes The Core e Aliens vs. Predator: Requiem. Ela toca um instrumento musical de cordas chamado Sarangi.

## Ligações Externas
- Rekha Sharma. no IMDb.
- Rekha Sharma no TV Guide